# Argemon wielkokwiatowy
Argemon wielkokwiatowy (Argemone grandiflora Sweet) – gatunek rośliny z rodziny makowatych (Papaveraceae Juss.). Występuje naturalnie w północnym Meksyku. 

## Morfologia

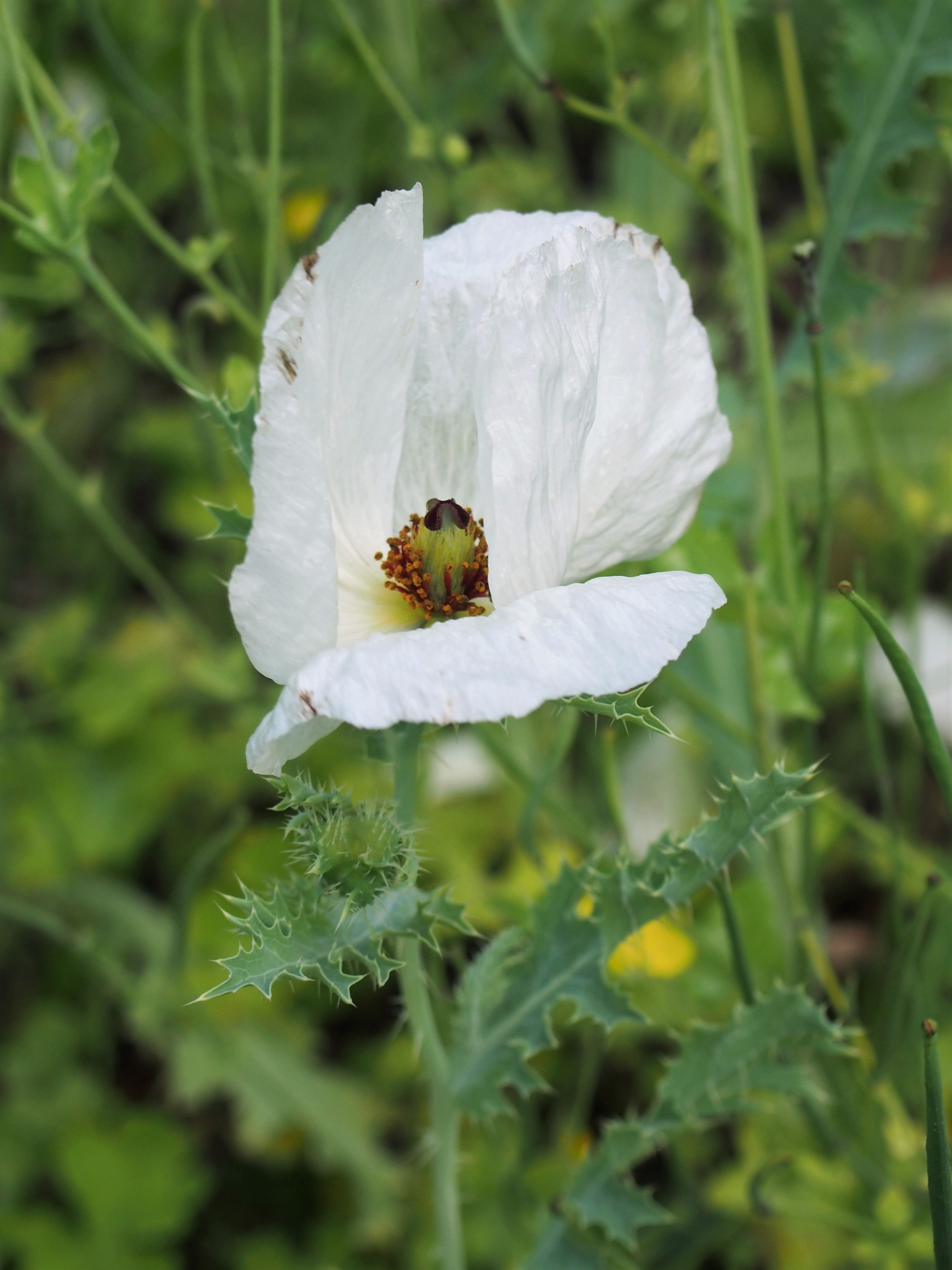
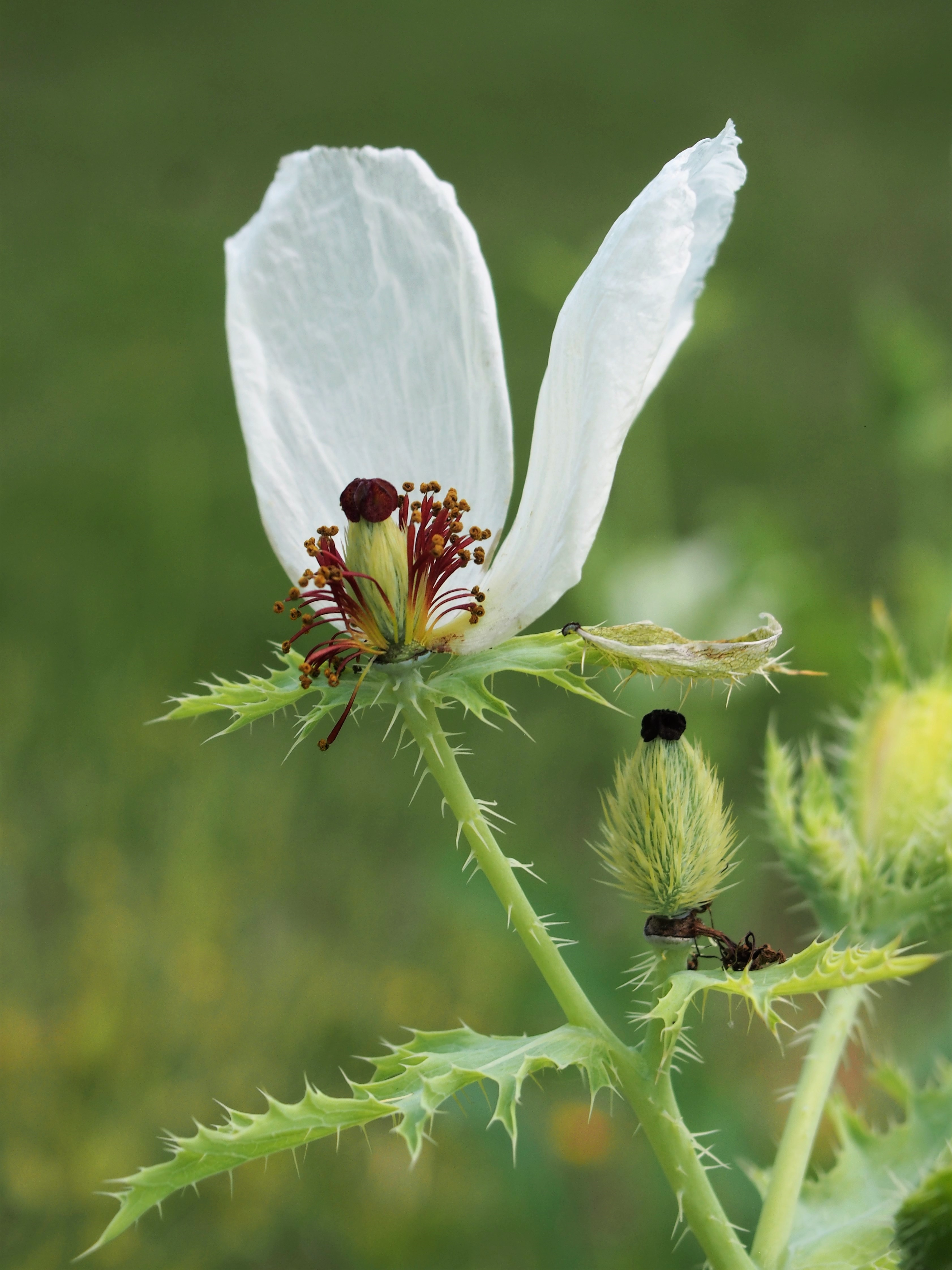
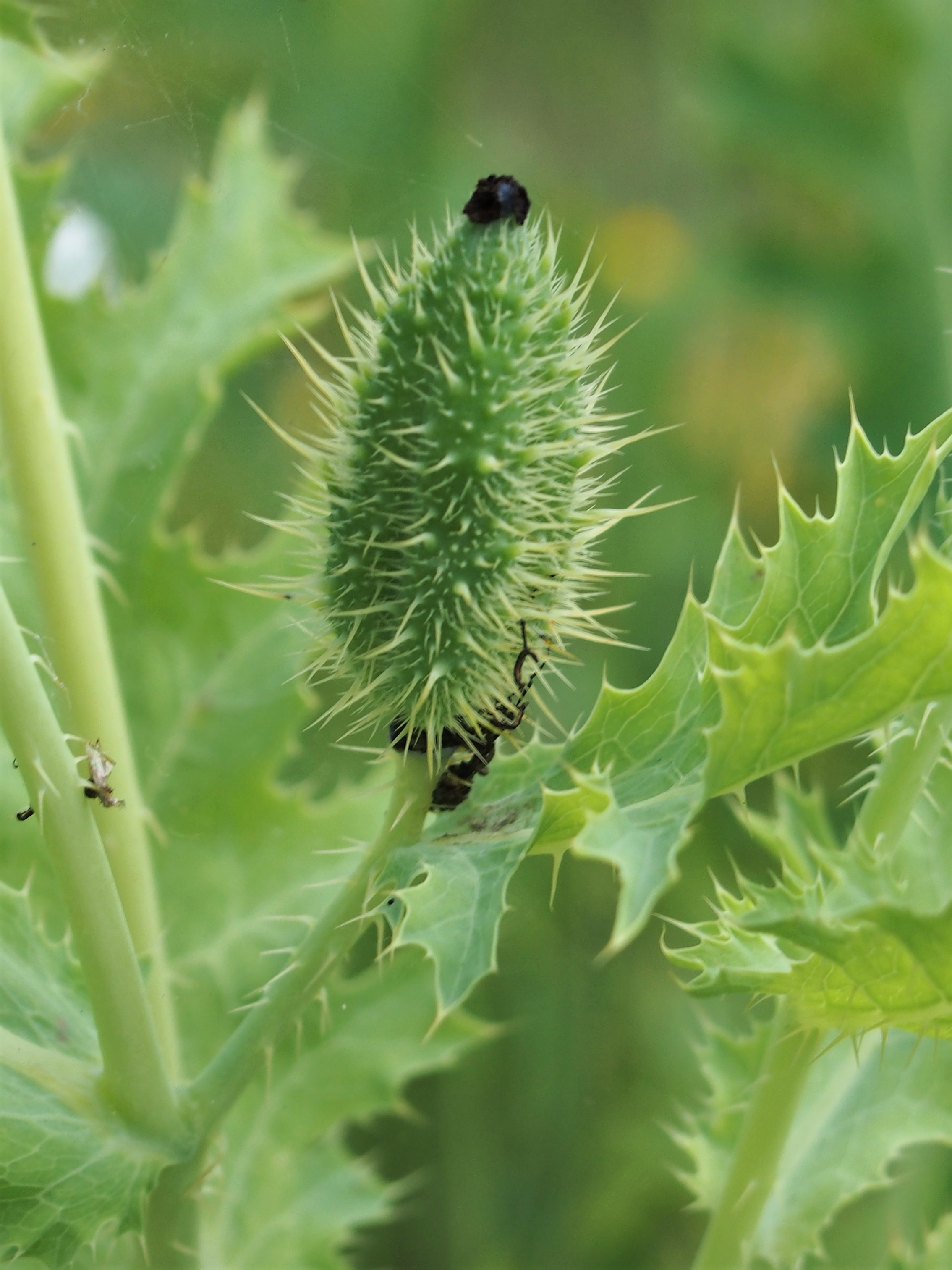

PokrójRoślina jednoroczna lub bylina dorastająca do 30–100 cm wysokości. Łodyga jest pokryta kolcami.
LiścieMają kształt od podłużnego do podłużnie eliptycznego, dolne są pierzasto-klapowane. Mierzą 40 cm długości oraz 15 cm szerokości.
KwiatySą zebrane w wierzchotki, rozwijają się na szczytach pędów. Płatki mają kształt od odwrotnie jajowatego do prawie okrągłego i białą barwę, osiągają do 3–6 cm długości. Kwiaty mają około 150 wolnych pręcików.
OwoceTorebki o kształcie od cylindrycznego do elipsoidalnego. Osiągają 20–40 mm długości.

## Zmienność
W obrębie tego gatunku oprócz podgatunku nominatywnego wyróżniono jeden podgatunek:
- Argemone grandiflora subsp. armata Ownbey